# 핵실험

핵실험 유형：1.대기권내, 2.지하, 3.대기권외, 4.수중

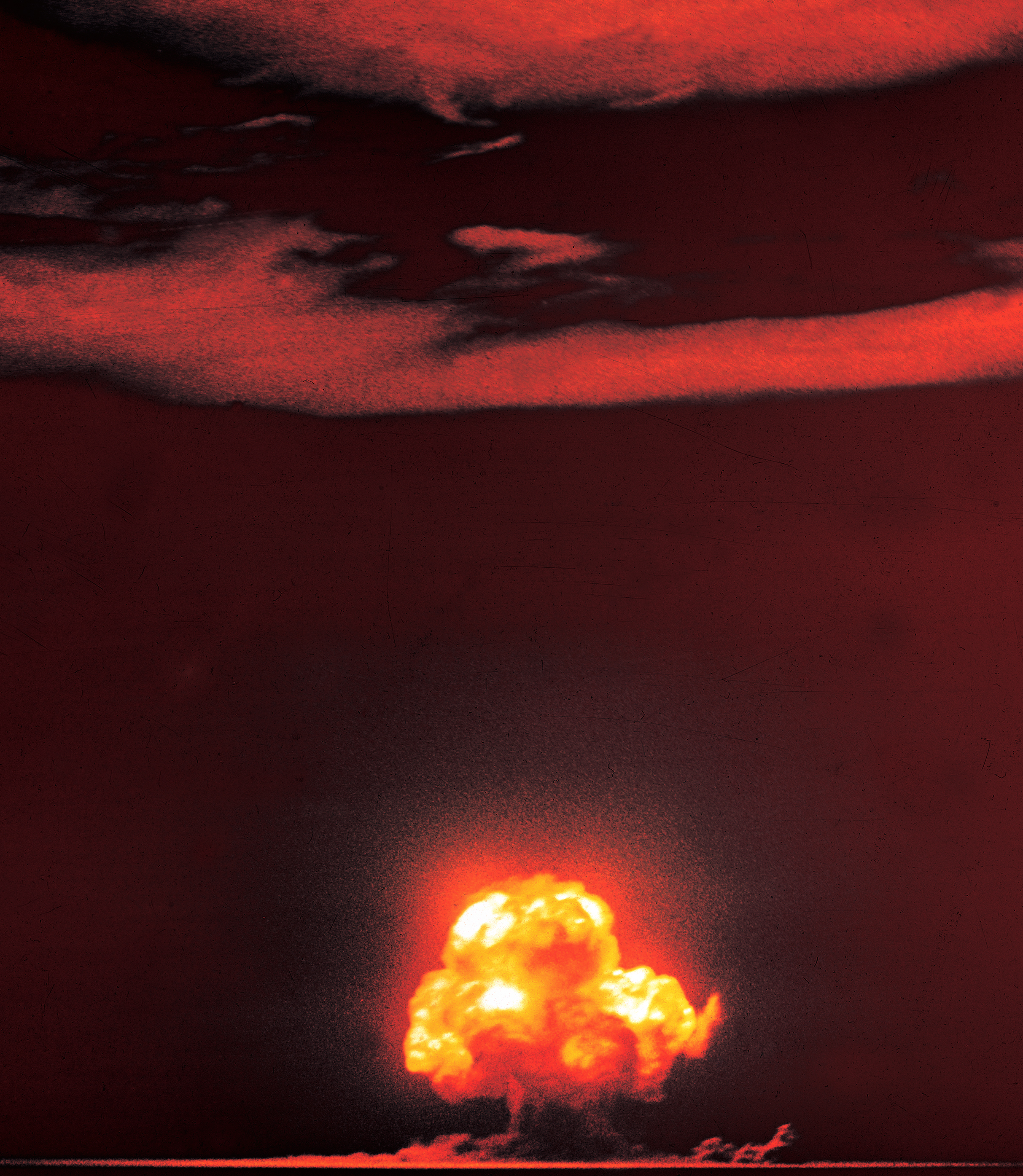
1945년 7월 16일 시행된 인류 최초의 핵실험. 자세한 내용은 트리니티 실험 참조.

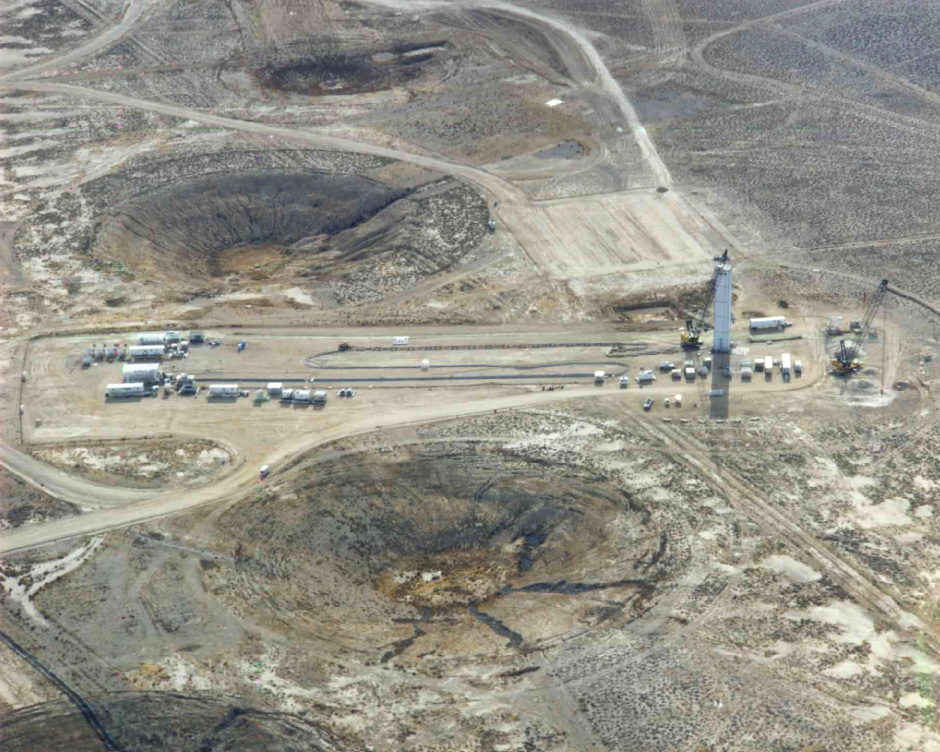
1980년대 네바다 실험장에서 지하 핵실험을 위한 준비를 시작했다.

핵무기 실험(核武器實驗, 영어: nuclear weapons testing, 문화어: 핵시험 核試驗)은 핵무기에 대한 실험을 말한다. 20세기 이후 핵무기를 개발한 대부분의 나라들은 핵실험 단계를 거쳤다. 핵실험 과정을 통해 무기의 성능과 특성에 대한 정보를 얻을 수 있다. 추가적으로 핵실험은 과학력과 군사력을 과시하는 정치적 이유에서 시도되기도 했다.
미국의 첫 원자폭탄 실험은 1945년 7월 16일의 트리니티 실험으로 약 20 킬로톤의 성능이었다. 첫 번째 수소폭탄인 아이비 마이크의 실험은 1952년 11월 1일 마셜 제도의 에네웨타크 환초에서 실시되었다. 가장 큰 폭탄은 1961년 소비에트 연방이 실시한 50 메가톤 규모의 차르 봄바의 실험이다.
1963년 미국, 소련, 영국이 대기권과 수중, 우주에서의 핵실험을 금지하는 부분적 핵실험 금지 조약에 서명했다. 이 조약은 지하 핵실험만을 허용하고 있다. 프랑스는 1974년, 중국은 1980년까지 대기권 핵실험을 계속했다. 지하 핵실험은 미국은 1992년, 소련은 1990년, 영국은 1991년, 프랑스와 중국은 1996년까지 실시했다. 1996년 포괄적 핵실험 금지 조약이 체결된 이후, 기존의 핵 보유국은 핵무기 실험을 중지했다. 조약 미서명국인 인도와 파키스탄은 1998년까지 핵 실험을 실시했다.

## 핵실험의 목적
- 핵폭발 및 핵폭발장치의 물리학적 연구.
- 핵무기의 성능과 개선.
- 핵무기의 효과 조사.
- 새로운 핵무기의 유효성 확인.
- 핵무기의 새로운 군사적 사용법의 실험.
- 저장 핵무기의 성능 유지.
- 연구소와 공장의 기술수준과 인원유지.
- 핵무기가 안전보관기준에 알맞은가의 실험.
- 다른 핵무기 보유국에 대한 위협 및 견제.
- 핵무기를 사용하는 전술·전략 사상의 기초확립 및 핵무기 체제의 개발.
- 패권을 가지기 위함

## 핵실험의 종류
- 지표핵실험
- 공중핵실험
- 대기권외핵실험
- 지하핵실험
- 수중핵실험

## 핵실험의 대체수단

### 임계전 핵실험

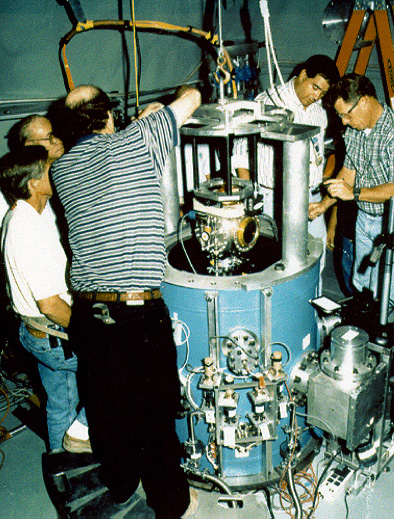
네바다 핵실험장에서 임계전 핵실험을 준비 중이다.

임계전 핵실험(Subcritical test)은 CTBT에서 유일하게 허용하는 핵실험이다. 실제 핵폭발의 1/1000 규모로 재래식 폭약만 터뜨린다. 슈퍼컴퓨터 모의 핵실험이라고 부른다. 남아프리카 공화국과 이스라엘은 공동으로 임계전 핵실험만을 하여 핵무기를 실전배치하였다. 임계전 핵실험을 수행한 나라는 미국, 러시아, 영국, 남아프리카 공화국, 이스라엘, 대만, 인도, 이란이다.
요즘은 원자로가 없어도, 지하 수백미터 비밀공간에 소규모로 원심분리기나 레이저농축기를 설치하여 밀수한 옐로케이크를 무기급으로 농축하고, 임계전 핵실험을 하면 타국 몰래 핵무장이 가능하다. IAEA는 농도 20% 이하인 저농축우라늄의 수출입 감시는 특별히 하지 않는다.
- 중화민국 1999년 대만이 임계전 핵실험을 하였다고 보도되었다.[3]

- 미국 2012년 12월 6일 오바마 정부는 4번째 임계전 핵실험을 하였다. 미국 역사상 27번째 임계전 핵실험이다.[4] 반핵단체들은 미국 정부가 CTBT에서 임계전 핵실험은 허용된다고 법률 해석을 하는 것에 대해, 조약의 정신을 훼손한다며 반발하고 있다.[5]

- 조선민주주의인민공화국 1999년 조선민주주의인민공화국은 미국의 임계전 핵실험을 비난했다.[6] 2006년 북한 1차 핵실험은 임계전 핵실험이 아니냐는 관측도 있었다. 국정원장이 국회 정보위에서 그렇게 본다고 보고했다. 지진 진도가 3.9로 TNT 0.4kt 규모에 그치고 방사능 물질도 탐지되지 않자, 임계전 핵실험 곧 미임계 핵실험을 한 것이 아니냐는 추정이 고개를 드는 것이다.[7] 그러나 이후에 방사능이 탐지되었다.
- 이란 2011년 IAEA 보고서는 이란이 임계전 핵실험을 하고 있다고 결론내렸다. 이란은 반발했다.[8]
- 인도 1998년 인도 핵실험은 임계전 핵실험으로 보인다는 보도가 있었다.[9]
- 이스라엘 1966년 이스라엘은 임계전 핵실험으로 핵무장을 완성했다. 닉슨 행정부의 키신저 국무장관의 "이스라엘이 공개적 선언이나 핵실험을 통해 핵무기의 보유를 알리지 않으면 미국은 이스라엘의 핵개발을 묵인하고 보호할 것이다”는 내용의 비밀메모가 비밀해제되어 공개되었다. 그 이후 이스라엘은 일체 핵실험과 핵보유선언 없이 시인도 부인도 하지 않는 정책을 유지하면서, 담당자가 비밀을 폭로하는 저서를 출판하고 형사처벌하는 형식으로 핵보유 선언을 간접적으로 비공식적으로 하고 있다.[10]
- 대한민국 조갑제 등 한국의 핵보유론자들은 한국 정부가 결단만 내린다면 임계전 핵실험만으로 충분히 핵무장을 할 수 있다고 한다.
- 일본 이시하라 등 일본의 강경파들은 핵보유는 하지 않더라도 임계전 핵실험은 북한에 맞대응해 실시해야만 한다고 주장한다.

### 마이너 스케일
이밖에도, 재래식 폭탄을 한꺼번에 터뜨려서 핵폭발의 효과를 시뮬레이션 하는 실험도 있다. 1985년 미국의 마이너 스케일 실험은 4.8 kt의 ANFO 폭약을 한꺼번에 터뜨려 8 kt급 핵폭탄이 공중폭발하는 효과를 발생시켰다. 1947년 영국의 브리티쉬 뱅 실험의 3.2 kt 규모를 넘어서서, 서방진영의 최대 기록이다.

## 역사상 주요 핵무기 사용 및 핵실험
| 날짜       | 핵무기 명칭                               | 핵출력 (kt) | 국가                   | 비고                                                                           |
| ---------- | ----------------------------------------- | ----------- | ---------------------- | ------------------------------------------------------------------------------ |
| 1945-07-16 | 트리니티                                  | 18–20       | 미국                   | 최초의 핵분열탄, 최초의 플루토늄 내폭형 핵무기                                 |
| 1945-08-06 | 리틀 보이                                 | 12–18       | 미국                   | 히로시마에 투하된 핵무기, 최초의 우라늄 포신형 핵무기, 최초의 실전 사용 핵무기 |
| 1945-08-09 | 팻 맨                                     | 18–23       | 미국                   | 나가사키에 투하된 핵무기, 플루토늄 핵무기, 두번째 실전 사용 핵무기             |
| 1949-08-29 | RDS-1                                     | 22          | 소련                   | 소련 최초의 핵분열탄                                                           |
| 1952-10-03 | 허리케인                                  | 25          | 영국                   | 영국 최초의 핵분열탄                                                           |
| 1953-08-12 | RDS-6                                     | 400         | 소련                   | 최초의 핵융합탄                                                                |
| 1954-03-01 | 캐슬 브라보                               | 15,000      | 미국                   | 최초의 건식 핵융합 열핵폭탄, 미국 역사상 최대 위력의 핵무기                    |
| 1955-11-22 | RDS-37                                    | 1,600       | 소련                   | 소련 최초의 열핵폭탄                                                           |
| 1957-11-08 | 그래플 엑스                               | 1,800       | 영국                   | 영국 최초의 열핵폭탄                                                           |
| 1960-02-13 | 푸른 사막쥐                               | 70          | 프랑스                 | 프랑스 최초의 핵융합탄                                                         |
| 1961-10-31 | 차르 봄바                                 | 50,000      | 소련                   | 인류 역사상 최대 위력의 핵무기                                                 |
| 1964-10-16 | 596                                       | 22          | 중화인민공화국         | 중화인민공화국 최초의 핵융합탄                                                 |
| 1967-06-17 | 중화인민공화국 제6차 핵실험               | 3,300       | 중화인민공화국         | 중화인민공화국 최초의 열핵폭탄                                                 |
| 1968-08-24 | 카노푸스                                  | 2,600       | 프랑스                 | 프랑스 최초의 열핵폭탄                                                         |
| 1974-05-18 | 미소짓는 부처                             | 12          | 인도                   | 인도 최초의 핵분열탄                                                           |
| 1998-05-28 | 차가이-I                                  | 40          | 파키스탄               | 파키스탄 최초의 핵분열탄                                                       |
| 2006-10-09 | 2006년 조선민주주의인민공화국 핵 실험     | 2-12        | 조선민주주의인민공화국 | 조선민주주의인민공화국 최초의 플루토늄 핵분열탄                                |
| 2016-09-09 | 2016년 9월 조선민주주의인민공화국 핵 실험 | 10-30       | 조선민주주의인민공화국 | 2016-09-09                                                                     |
| 2017-09-03 | 2017년 조선민주주의인민공화국 핵 실험     | 10-30       | 조선민주주의인민공화국 | 가장 최근에 진행된 핵 실험                                                     |

## 핵실험과 진도
| 이름           | 날짜 시간 (UTC)            | 핵출력 (kt) | 국가     | 진도 | 비고                 |
| -------------- | -------------------------- | ----------- | -------- | ---- | -------------------- |
| Divider        | 1992년9월23일 15:04:00.0   | 5           | 미국     | 4.1  |                      |
| 차가이-I       | 1998년5월28일              | 40          | 파키스탄 | 4.8  |                      |
| 포크란-II      | 1998년5월11일              | 45          | 인도     | 5.2  |                      |
| 포크란-I       | 1974년5월18일              | 10          | 인도     | 5.0  |                      |
| 차가이-II      | 1998년5월30일              | 25          | 파키스탄 | 4.6  |                      |
| 432-1          | 1975년10월21일 11:59:58.03 | 1300        | 소련     | 6.5  | 지하                 |
| Junction       | 1992년3월26일 16:30:00.0   | 100         | 미국     | 5.1  | 지하                 |
| 427-1          | 1975년8월23일 08:59:58.25  | 1100        | 소련     | 6.4  | 지하                 |
| Distant Zenith | 1991년9월19일 16:30:00.0   | 1.5         | 미국     | 4.0  | 지하                 |
| Bullion June   | 1990년6월13일 16:00:00.0   | 150         | 미국     | 5.1  | 지하                 |
| Kasseri        | 1975년10월28일 14:30:00.16 | 1000        | 미국     | 5.7  | 지하                 |
| 북한1차        | 2006년10월9일 01:35:28     | ?           | 북한     | 4.3  | 지하                 |
| 북한2차        | 2009년5월25일 00:54:43     | ?           | 북한     | 4.7  | 지하                 |
| 북한3차        | 2013년2월12일 02:57:51     | ?           | 북한     | 5.1  | 지하                 |
| 북한4차        | 2016년1월6일 01:30:01      | ?           | 북한     | 5.1  | 지하                 |
| 북한5차        | 2016년9월9일 00:30:01      | ?           | 북한     | 5.3  | 지하                 |
| 북한6차        | 2017년9월3일 03:30:01      | ?           | 북한     | 6.3  | 지하                 |
| Cannikin       | 1971년11월6일 22:00:00.06  | 4800        | 미국     | 6.8  | 미국 최대 지하핵실험 |
| Handley        | 1970년3월26일 19:00:00.2   | 1900        | 미국     | 5.5  | 지하                 |
| Orange         | 1958년8월12일 10:30:08.6   | 3800        | 미국     | 6.5  | 고도 30 km           |
| 411            | 1974년11월2일 05:00:00.0   | 2300        | 소련     | 6.7  | 지하                 |

지진 진도는 미국 USGS 사이트 참조.
미국은 1976년 오퍼레이션 풀크럼 이후 1992년 마지막 핵실험까지 234회 핵실험을 하면서 최대 150 kt 이하로만 핵실험을 했다.

## 핵실험과 관련된 조약
1963년: 미국, 소련 부분적 핵실험 정지
| 연도 | 조약 이름                                             | 체결 범위                                                              | 내용 |
| ---- | ----------------------------------------------------- | ---------------------------------------------------------------------- | --- |
| 1963 | 부분적 핵실험 정지 조약                               | 미국, 소련                                                             | 지하 핵실험 허용, 대기권, 수중, 우주 핵실험 금지 |
| 1969 | 핵확산 금지 조약                                      | 유엔 총회에서 체결                                                     | 핵보유국이 비핵보유국에게 핵무기나 핵개발 관련 기술 이전 금지(핵보유국 인정 국가: 미국, 영국, 러시아, 프랑스, 중국)                                                                                     |
| 1972 | 제 1차 전략 무기 제한 조약(SALT 1)전략 무기 제한 협상 | 미국, 소련                                                             | 양국: 요격미사일(ABM) 발사 기지 두 곳에서 한 곳으로 축소, 수량 100기로 제한/미국: ICBM(대륙간탄도미사일) 1054기, SLBM(잠수함발사탄도유도탄) 710기 보유로 제한/소련: ICBM 1618기, SLBM 950기 보유로 제한 |
| 1979 | 제 2차 전략 무기 제한 조약(SALT 2)전략 무기 제한 협상 | 미국, 소련                                                             | ICBM, SLBM 보유 가능 기기 수 확대 |
| 1996 | 포괄적 핵실험 금지 조약                               | 1999년 기준 154개국 서명, 비준 국가 47개국, 한국 1996년 비준 절차 완료 | 핵무기의 실험적 폭발 및 다른 핵폭발의 금지 |

## 같이 보기
- 트리니티 실험
- 조선민주주의인민공화국의 대량살상무기 문제
- 비키니 핵실험